# Bělá u Staré Paky
Bělá u Staré Paky – przystanek kolejowy w miejscowości Bělá, w kraju libereckim, w Czechach. Znajduje się na wysokości 395 m n.p.m..
Jest zarządzany przez Správę železnic. Na przystanku nie ma możliwości zakupu biletów, a obsługa podróżnych odbywa się w pociągu.

## Linie kolejowe
- 030 Pardubice – Jaroměř – Liberec